# Митавский переулок
Мита́вский переу́лок — переулок в Центральном районе Санкт-Петербурга. Проходит от Сапёрного переулка до улицы Восстания. Далее продолжается Виленским переулком. Имеет Г-образную форму.

## История
Возникновение переулка относится к первой половине XIX века. На плане города 1858 года он обозначен как Глухой Госпитальный переулок (тогда переулок доходил до Госпитальной улицы, которая позднее стала Преображенской, а с 1923 года — улицей Радищева; названия Госпитальной улицы и Глухого Госпитального переулка велись от госпиталя гвардейского Преображенского полка).
В 1858 году Глухой Госпитальный переулок переименовали в Митавский в ряду переулков в этом районе, названных по губернским городам западной части Российской империи. Название было дано по городу Митаве Курляндской губернии (ныне город Елгава, Латвия).

## Достопримечательности
- Дом № 1 (Сапёрный переулок, д. № 9) — доходный дом В. А. Нерослова, построен в 1902—1904 годах по проекту арх. П. Н. Батуева с включением существовавшего здания.
- Дом № 2 (Сапёрный переулок, д. № 11 лит. А) — особняк А. Ф. Лобека, построен в 1886 году арх. И. В. Вольфом. В 1970—1971 годах дом был капитально отремонтирован и переоборудован для размещения в нём консульства Ирана, а позднее — Монголии. С мая 2008 года в здании располагается Генеральное консульство Бельгии[1].
- Дом № 3 — доходный дом, построен в 1906 году по проекту арх. Н. Д. Каценеленбогена в стиле модерн.  памятник архитектуры (вновь выявленный объект)[2]
- Дом № 4 — доходный дом, построен в 1896 году по проекту арх. О. И. Тибо-Бриньоля.
- Дом № 5 — с 1975 по 2011 год в этом здании работал музей ВВС и ПВО. После продажи здания Министерством обороны[3] музей вновь открылся в 2014 году в другом помещении[4].
- Дом № 7 (Улица Восстания, д. № 30) — дом Либиха, перестроен в 1881 году по проекту арх. С. А. Баранкеева с включением существовавшего здания.
- Дом № 10 (Улица Восстания, д. № 32) — доходный дом А. Г. Романова, построен в 1911 году по проекту арх. В. М. Орлова.  памятник архитектуры (вновь выявленный объект)[2]